# Auto fantasma
Un Auto fantasma, también llamado carro fantasma,  vehículo fantasma o espectro rodante, es un tipo de vehículo supuestamente fantasmal o embrujado, común en leyendas urbanas y el entretenimiento americano. Las historias a menudo describen a los vehículos fantasmas, como monstruosidades que operan sin un conductor visible y que emanan energías malignas.

## Mitología
Las leyendas de autos fantasmas surgieron en el siglo XX, predominantemente en el continente americano, aun así en épocas anteriores también surgieron leyendas de otros vehículos fantasmas como barcos o ferrocarriles.
La naturaleza de los autos fantasmas varia enormemente dependiendo del mito y el lugar, generalmente son vehículos poseídos por los espíritus de personas difuntas, que fallecieron dentro del vehículo, o por una traumática situación con este, también están las leyendas en que los autos fantasmas no están relacionados con los espíritus de humanos, sino que son dominados por fuerzas de otro tipo, como los vehículos fantasmas que son impulsados por los poderes de lugares sobrenaturales, o los autos fantasmas controlados por fuerzas sobrenaturales, como los demonios u otros seres que los usan como medio para lograr sus oscuros propósitos.
Aunque los autos fantasmas generalmente son asociados con fuerzas malignas, la mitología de los autos fantasmas también relata sucesos en que los entes o fuerzas que dominan los autos fantasmas son fuerzas positivas, y no violentas que buscan una existencia o transición tranquila.

## Tipos de vehículos fantasmas

### Coches y camiones
- En 1982, dos personas en Lanikai, Hawái, informaron haber visto un misterioso automóvil negro que desapareció y reapareció nuevamente segundos después.[1]

- Un auto de los años sesenta que tenía pegatinas de parachoques; el testigo pasó el auto, pero reapareció misteriosamente delante del auto del testigo en varios semáforos. También el testigo notó que el conductor era un hombre en su adolescencia y que nunca movió la cabeza y que nunca movió el volante cuando el hombre condujo alrededor de la "curva del hombre muerto", dijo el testigo.[2]

- En 2004, en Ciudad del Cabo, Sudáfrica, un sedán Renault Mégane[3] misteriosamente enroló un terraplén y golpeó una cerca, a pesar de que el freno de mano estaba activado y el motor estaba apagado. Algunos dicen que el coche estaba "saltando" por su propia voluntad.[4]

- Se dice que Clinton Road del condado de Passaic, Nueva Jersey, es sede de numerosos fenómenos paranormales, incluidas camionetas fantasma y faros flotantes que persiguen a los conductores y luego desaparecen.

- A mediados de la década de 1980, tres personas en un sedán reportaron haber visto una camioneta gris dirigiéndose directamente hacia ellos. Entonces, de repente, la furgoneta desapareció.[5]

- La maldición de "Little Bastard" : el Porsche 550 Spyder de 1955 en el que murió James Dean se dice que está maldito después de los accidentes en los que se ha involucrado más tarde.[6]

- En Australia, hay una historia del camión fantasma de Kaniva, donde un conductor fue "conducido" por un misterioso camión de plataforma de estilo de los años 40 pintado de verde.

- En Alemania, un auto arrancó misteriosamente solo y chocó contra una pared.[7]

- En el año 2000, un testigo presencial afirmó que un viejo camión arrancó solo y parpadeó mientras pasaba por una casa vieja, donde algunos se muestran escépticos de que alguien los estaba bromeando.[8]

- A principios de la década de 1980, un automovilista británico chocó su auto para evitar que un camión que aparecía repentinamente se dirigiera directamente hacia él y luego desapareciera.[9]

- Se informó que la carretera curva en el cruce de St. Marks Road y Cambridge Gardens en Ladbroke Grove fue perseguida por un autobús fantasma con un marcador de ruta "7" que causó numerosos accidentes, uno de los cuales fue fatal. Los informes disminuyeron cuando el área de la carretera se enderezó.[10]

- A lo largo de la E8 Expressway, también conocida como Kuala Lumpur-Karak Expressway, en Malasia, se han reportado varios fenómenos sobrenaturales, entre ellos fantasmas sin cabeza, autoestopistas fantasma, pontianaks (vampiros) y un misterioso escarabajo amarillo Volkswagen que te sigue, desaparece y reaparece. El camino, a veces causando accidentes.

### Trenes
- Silverpilen (Flecha plateada) es un tren del metro de Estocolmo que aparece en varias leyendas urbanas que alegan avistamientos del "fantasma" del tren.[11]

- El tren fantasma de San Luis, más conocido como la Luz de San Luis, es visible por la noche a lo largo de una antigua línea de ferrocarril abandonada entre Príncipe Alberto y San Luis, Saskatchewan.[12]

- Se dice que un tren funerario fantasma se desplaza regularmente desde Washington D. C., a Springfield, Illinois, en el momento del aniversario anual de la muerte de Abraham Lincoln, deteniendo los relojes en las áreas circundantes a medida que pasa.[13]

- La ahora abandonada Rimutaka Railway Incline en Nueva Zelanda es el escenario de una serie de episodios paranormales. El más famoso de estos es que el sonido de una locomotora Fell que trabaja con fuerza puede escucharse resonando en el Valle, y el sonido de tres silbidos cortos se puede escuchar algunas noches desde Featherston. El túnel de Siberia también fue el escenario para un solo avistamiento de una figura humana masculina corriendo con un niño, en el aniversario del accidente el 11 de septiembre de 1880.

- En Chile, específicamente en la comuna de Maipú es el punto donde se origina un sonido de tren que ha sido apodado "El tren fantasma de Maipú", el cual es esuchado por residentes de la comuna mencionada durante la noche. El supuesto origen de este sonido ha sido conectado con un accidente ocurrido en 1956. Donde 2 trenes que iban rumbo a Cartagena impactarían en el kilómetro 7.0 de la línea Santiago-Cartagena. Matando a 23 pasajeros.

### Aviones
En 1997, testigos presenciales del este de los EE. UU. Afirmaron haber visto un accidente de avión monomotor. Pero cuando la guardia costera buscó en las aguas de Connecticut, no pudieron encontrar restos ni cuerpos. Tampoco ninguno de los aeropuertos reportó ningún avión desaparecido.

### Barcos
- El El holandés errante (leyenda), un barco tripulado por un capitán condenado a navegar eternamente por los mares, ha sido durante mucho tiempo la principal leyenda de los barcos fantasma.
- La Mary Celeste es quizás la historia de vehículo fantasma más históricamente famosa.

## Cultura popular
- My Mother the Car, una comedia televisiva de 1966 sobre el espíritu de la madre de un hombre que habita un automóvil de turismo Porter restaurado del año 1928.

- Duel, una película para televisión hecha en 1971 sobre un gran camión viejo que continuamente intenta matar a un motorista (interpretado por Dennis Weaver). Aunque el camión es conducido por una persona viva, la cara del conductor del camión nunca se ve, y por lo tanto, el camión en sí se considera el villano.

- Un episodio de The X-Files, "Triangle", se refiere a un barco que desapareció en el Triángulo de las Bermudas y reapareció 60 años después.

- Supernatural presenta un episodio en el que un camión es perseguido y mata a personas para vengarse.

- En Moebius (película de 1996) un tren subterráneo desaparece.

- The Car

- Christine

- Maximum Overdrive

- Wheels of Terror

- "Trucks"

- Ghost Ship

- The Fog

- Nightmares

- The Wraith

- The Ghost Train, 1923 y numerosas adaptaciones de cine, televisión y radio.

- The Haunted Car

- The Hearse

- Killdozer

- Road Train

- Wrecker

- Super Hybrid

- Blades[15]

- Death Car on the Freeway

- Rubber

- Jeepers Creepers

- Black Cadillac

- The Horror at 37,000 Feet

- 7500

- Dark Flight

- Below

- Death Ship

- Heart and Souls

- I Bought a Vampire Motorcycle

- " The Honking ", un episodio de Futurama en el que un automóvil malvado (Proyecto SATAN) ataca a los robots y los convierte en "auto-lobo".

- Herbie: tanto Herbie como Horace (de la película de 1997 The Love Bug ) son autos poseídos. Herbie, sin embargo, es poseído por accidente, cuando una foto de la querida Elsa de su creador, Gustav Von Stumpfel, cayó en una cuba de acero fundido que se usaba para el automóvil.

- Phantom 309 de la canción del mismo nombre, y de la canción "Big Joe, Red Sovine, & Phantom 309" (que se basó en la versión de Red Sovine de la canción "Phantom 309"). Conducido por el fantasma de "Big Joe", que a veces da paseos a los autostopistas. En la última canción, se sugiere que el fantasma de Red Sovine también está montando con Big Joe en Phantom 309.

- "Riding with Private Malone", un 2,001 país canción grabada por David Ball

- El Padrino II: El videojuego, en La Habana a veces un carro fantasma conducía por las carreteras.

- "The Ride" tiene el Cadillac de la década de 1950 conducido por el fantasma de Hank Williams, Sr. Una versión actualizada de la canción involucra a Dale Earnheart dando un paseo al cantante con su auto de la Copa NASCAR "Un auto de valores pintado de negro" (Earnhardt fue asesinado en un accidente durante la carrera de Daytona 500 de 2001).

- GTA: San Andreas: el jugador puede descubrir a un "Glendale" (un Chrysler New Yorker) en los bosques de vez en cuando. A veces el vehículo comenzará a conducir solo, sin que se vea ningún PNJ dentro del vehículo. Esto ha generado muchos rumores en la comunidad GTA. Sin embargo, la verdadera razón de la existencia del "coche fantasma" es para que el jugador pueda salir del bosque si destruye su vehículo anterior. La razón por la que a veces comienza a moverse solo, es que el automóvil ocasionalmente se reproducirá en una colina, con el freno de estacionamiento desactivado, lo que permitirá que el automóvil avance.

- " You Drive ", un episodio de The Twilight Zone que se emitió originalmente el 3 de enero de 1964, presenta un Ford Fairlane 1956 cuyo conductor está involucrado en un accidente de fuga y fuga que hiere a un niño. El niño muere después. El automóvil se involucra en una serie de "fallas de funcionamiento", que incluyen su propia bocina, parpadean sus faros y encienden su radio, que se intensifica hasta que se enciende y sigue a su dueño mientras camina hacia el trabajo un día. La puerta del lado del pasajero se abre, momento en el que el hombre entra y el automóvil lo lleva a la estación de policía para confesar.

- ¡Scooby Doo! Mystery Incorporated presentó un camión fantasma en el episodio "Secret of the Ghost rig" que estaba robando los tiradores de diamantes de Crystal Cove.

- En el Episodio de programa regular Ello Govnor presentó un asesino negro británico poseído asesino.

- The Haunting Hour de RL Stine presentó un episodio protagonizado por China Anne McClain en el que sus padres irresponsables compran un RV poseído que inevitablemente mata a cualquiera que intente hacer un viaje por carretera.